# Marina Ferreira
Marina João da Fonseca Lopes Ferreira es una jurista, gestora pública y política portuguesa, ex activista del PSD (desafiliada desde 2022).
Fue concejal y vicepresidenta del Ayuntamiento de Lisboa responsable de tráfico, recursos humanos, patrimonio y protección civil, en 2005-2007, y fue presidenta de la Empresa Municipal de Aparcamientos de Lisboa (EMEL) entre 2006 y 2008. Como concejal , fue el responsable de introducir en Lisboa el sistema de radar de control de velocidad para automóviles. La introducción del sistema de radar generó polémica, siendo criticada por la forma "arbitraria y sin criterio" en la que se seleccionaron los lugares donde se instalarían los radares y también por el incumplimiento del objetivo que se proponían los radares, la reducción de accidentes, que sólo se produjeron durante el primer año de funcionamiento de los radares, con un aumento de los accidentes viales en los años siguientes.
Fue presidenta de la Comisión Administrativa del ayuntamiento de Lisboa nombrada por la Prefectura de Lisboa, tras la caída del ejecutivo liderado por Carmona Rodrigues, el 18 de mayo de 2007. Desde la caída de Carmona el PSD sufrió una crisis interna, que terminó con la escisión de algunos miembros del PSD en la capital lusa. Así Carmona formó una lista independiente del PSD para concurrir a las elecciones municipales de 2009. El PSD fue superado en número de votos por el PS y la lista de Carmona por lo que abandonó la presidencia de la capital lusa que poseía desde hace bastantes años.